# Канфор, Соломон Семёнович
Соломон Семёнович Канфор — советский учёный-металлург.

## Биография
В 1930—1940-х годах научный сотрудник НИИ-13 (Ленинград), руководитель группы, с 1940 года начальник лаборатории.
Кандидат технических наук (1939).
Сочинения
Автор учебных пособий и монографий:
- Увеличение срока службы защитных чехлов для термопар, работающих в свинцовых ваннах [Текст] / Инж. С. С. Канфор, В. Д. Николаев; НКВ СССР. Н.-и. ин-т, Отдел обмена опытом и техинформации. — [Б. м.] : [б. и.], 1942. — 6 с., включ. 2 с. обл. Без тит. л. : схем.; 21 см.
- Производство твердых напильников на базе металлической цементации хромом [Текст] / Сост. инж. С. С. Канфор и инж. Э. Я. Воловельский. — [Ленинград] : тип. газ. «На страже Родины», 1945. — 16 с.; 19 см. — (Руководящий материал Наркомата/ Нар. ком. вооружения СССР. Техн. совет. Науч.-иссл. ин-т; № 13).
- Канфор, Соломон Семенович. Корпусная сталь [Текст]. — Ленинград : Судпромгиз, 1960. — 375 с. : ил.; 23 см.

## Награды и премии
- Сталинская премия II степени (10 апреля 1942) — за разработку метода повышения живучести огнестрельного оружия
- орден Трудового Красного Знамени (1939)
- орден Красной Звезды